# شکوه صبح ژاپنی
شکوه صبح ژاپنی (انگلیسی: Ipomoea nil) یک گونه از نیلوفر پیچ (سرده) است. این گونه بیشتر بومی مناطق گرمسیری است و به‌طور گسترده‌ای  معرفی شده‌است.